# Marco Simoncelli
Marco Simoncelli (Cattolica, 20 januari 1987 – Sepang, 23 oktober 2011) bijnaam: Super Sic, was een Italiaanse motorcoureur. Hij reed sinds 1996 al wedstrijden in het Italiaanse Minibike Kampioenschap. In 2002 werd hij Europees Kampioen in de 125cc klasse en in dat jaar maakte hij ook zijn debuut in het wereldkampioenschap. In 2010 kwam hij voor het eerst uit in de MotoGP klasse, hiervoor reed hij in de 125cc en 250cc. Hij werd in 2008 wereldkampioen 250cc. Omdat hij wereldkampioen werd, kreeg hij een cadeau van Aprilia, eigenaar van Gilera, hij mocht in 2009 tijdens de superbike race meedoen in Imola. Bij deze race maakte hij veel indruk. Tijdens race 1 viel hij uit, maar in race 2 werd hij derde en reed hij teamgenoot Max Biaggi bijna van de baan. In 2010 reed hij voor het San Carlo Honda Gresini Team op een Honda RC212V. Hij reed jarenlang met het nummer 58. Simoncelli overleed in 2011 na een ongeluk tijdens de Grand Prix van Maleisië in Sepang.

## 125cc
Marco Simoncelli reed in 2002 zes grands Prix in de 125cc. Het jaar daarna reed hij voor het eerst een volledig seizoen in het 125cc kampioenschap. Zijn beste prestatie in het eerste seizoen was een vierde plek tijdens de Valencia Grand Prix.
In 2003 reed hij opnieuw in de 125cc. In dit jaar won hij zijn eerste grand prix, tijdens de Spaanse Grand Prix in Jerez. Voor de rest van het seizoen presteerde hij niet zoveel, hij werd 11de in de eindstand. Een jaar later won hij weer de Grand Prix in Jerez, maar dit seizoen was hij constanter en werd hij 5de in de eindstand. Hij reed van 2002 t/m 2005 op een Aprilia.

## 250cc
In 2006 verhuisde hij naar de 250cc klasse, hij reed voor Gilera, in het Metis Gilera Racing Team. Het eerste seizoen was niet geweldig. Hij eindigde meestal in de middenmoot. Zijn beste prestatie was een zesde plaats in de Chinese Grand Prix. Hij werd tiende in de eindstand.
In 2007 reed hij opnieuw voor het Metis Gilera Racing Team. Hij werd weer tiende in de eindstand en eindigde niet op het podium.
In 2008 reed hij weer voor het Metis Gilera Racing Team. Dit jaar won hij ook zijn eerste race. Hij won de Italiaanse Grand Prix in Mugello. Hij had het geluk dat hij geen straf kreeg tijdens deze race, want één ronde voor het eind blokkeerde hij op het rechte stuk Hector Barbera. Een week later won hij opnieuw, deze keer de Grand Prix van Catalunya. Uiteindelijk won hij in 2008 zes Grand Prixs. Op 19 oktober 2008 werd hij 250cc wereldkampioen tijdens de Grand Prix van Maleisië.
In 2009 reed hij voor het laatst in de 250cc klasse, opnieuw voor het Metis Gilera Racing Team. Hij won dit seizoen weer zes Grand Prix, maar hij werd derde in het kampioenschap. Hiroshi Aoyama werd wereldkampioen tijdens de laatste race in Valencia. Tijdens deze race leek Simoncelli nog bijna wereldkampioen te worden nadat Aoyama een uitstapje in de grindbak maakte, maar Aoyama maakte later weer veel plaatsen goed. Later viel Simoncelli ook nog uit na een crash en werd uiteindelijk derde in de eindstand.

## MotoGP

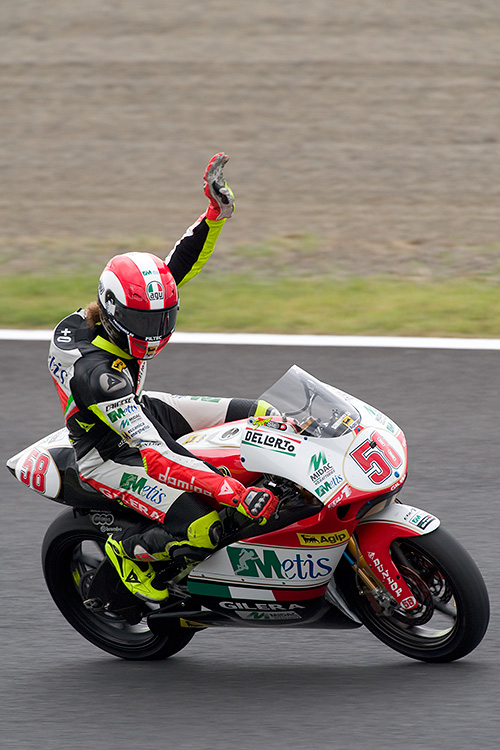

In juni 2009 werd bekendgemaakt dat Simoncelli een contract had getekend voor het San Carlo Honda Gresini Team. In 2010 reed hij voor het eerst in de MotoGP. Hij was de teamgenoot van Marco Melandri.

## Ongeval en overlijden
Op 23 oktober 2011 kwam Simoncelli hard ten val op het Sepang International Circuit, nadat zijn voorwiel grip verloor. Bij het corrigeren, schoof de Italiaan met zijn motor recht in het pad van Colin Edwards en Valentino Rossi met een zeer zware crash tot gevolg. Zijn helm werd door de kracht van de impact afgerukt, de Italiaan Valentino Rossi kon hem nog net ontwijken. De 24-jarige Simoncelli werd op een brancard gelegd. Met de ambulance is hij uiteindelijk met spoed naar het medisch centrum van het circuit gebracht. Tijdens deze rit kreeg hij echter een hartstilstand. In het medisch centrum werd er, met de hulp van de arts van de medische staf van het Clinica Mobile alsmede lokale artsen, onmiddellijk een drain ingebracht waarna het mogelijk was om wat bloed uit zijn borstkas te verwijderen. Het reanimeren werd gedurende 45 minuten aangehouden, omdat het team hem zo lang als mogelijk werd geacht probeerde te helpen. Het bleek niet mogelijk om Simoncelli nog te helpen, waarna hij om 16:56 lokale tijd dood werd verklaard.

## Carrière
| Jaar     | Klasse         | Klasse                  | Klasse               | Klasse | Pole | Races | Podium | 1e plaats | 2e plaats | 3e plaats | Snelste Ronde | Titels             |
| All-time | WSBK           | WSBK                    | WSBK                 | WSBK   | 0    | 2     | 1      | 0         | 0         | 1         | 0             | 0                  |
| All-time | MotoGP         | MotoGP                  | MotoGP               | MotoGP | 2    | 35    | 2      | 0         | 1         | 1         | 0             | 0                  |
| All-time | 250cc          | 250cc                   | 250cc                | 250cc  | 11   | 80    | 28     | 13        | 5         | 10        | 9             | 1                  |
| All-time | 125cc          | 125cc                   | 125cc                | 125cc  | 3    | 31    | 2      | 2         | 0         | 0         | 0             | 0                  |
| Jaar     | Klasse         | Team                    | Motor/Auto           | Banden | Pole | Races | Podium | 1e plaats | 2e plaats | 3e plaats | Snelste Ronde | WK Positie(punten) |
| 2011     | MotoGP         | San Carlo Honda Gresini | Honda RC212V         | B      | 2    | 17    | 2      | 0         | 1         | 1         | 0             | 6e (139)           |
| 2010     | MotoGP (800cc) | San Carlo Honda Gresini | Honda RC211V         | B      | 0    | 18    | 0      | 0         | 0         | 0         | 0             | 8e (125)           |
| 2009     | 250cc          | Metis Gilera Racing     | Gilera RSA250        | D      | 3    | 15    | 10     | 6         | 1         | 3         | 4             | 3e (231)           |
| 2009     | WSBK           | Aprilia Racing          | Aprilia RSV4 Factory | P      | 0    | 2     | 1      | 0         | 0         | 1         | 0             | 25e (16)           |
| 2008     | 250cc          | Metis Gilera Racing     | Gilera RSA250        | D      | 7    | 16    | 12     | 6         | 3         | 3         | 4             | 1e (281)           |
| 2007     | 250cc          | Metis Gilera Racing     | Gilera RSA250        | D      | 0    | 17    | 0      | 0         | 0         | 0         | 0             | 10e (97)           |
| 2006     | 250cc          | Metis Gilera Racing     | Gilera RSA250        | D      | 0    | 16    | 0      | 0         | 0         | 0         | 0             | 10e (92)           |
| 2005     | 125cc          | Nocable.it Race         | Aprilia RS125        | D      | 1    | 16    | 6      | 1         | 1         | 4         | 1             | 5e (177)           |
| 2004     | 125cc          | Rauch Bravo             | Aprilia RS125        | D      | 2    | 15    | 1      | 1         | 0         | 0         | 0             | 11e (79)           |
| 2003     | 125cc          | Matteoni Racing         | Aprilia RS125        | D      | 0    | 16    | 0      | 0         | 0         | 0         | 0             | 21e (31)           |
| 2002     | 125cc          | CWF-Matteoni Racing     | Aprilia RS125        | D      | 0    | 6     | 0      | 0         | 0         | 0         | 0             |                    |